# Mehrzweckanlage Teuchelweiher

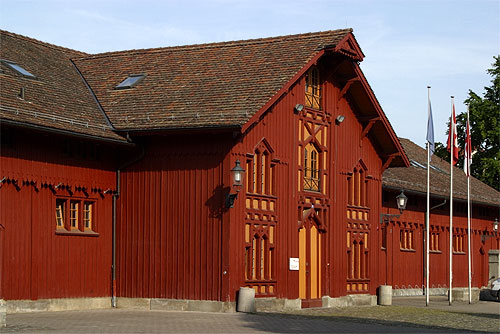
Haupttrakt der MZA Teuchelweiher

Die Mehrzweckanlage Teuchelweiher ist ein Gebäude-Ensemble in der Stadt Winterthur im Schweizer Kanton Zürich, das 1862 ursprünglich als Kavalleriekaserne der Schweizer Armee eröffnet wurde. Die Anlage wird heute auch zivil genutzt. Sie ist im Schweizerischen Kulturgüterschutzinventar als Objekt von regionaler Bedeutung verzeichnet.

## Geschichte

Innenhof der Kaserne mit Radfahrerrekruten bei einer Übung (1920er Jahre)

Mit der Bundesverfassung von 1848 war die allgemeine Wehrpflicht schweizweit geregelt und eine gewisse Zentralisierung der Ausbildung in der Schweizer Armee festgelegt worden. Auf dieser Grundlage fanden ab 1849 in Winterthur Rekrutenschulen der Kavallerie statt. Die Soldaten waren zunächst allein in der Alten Kaserne («Kaserne I») an der Technikumstrasse untergebracht, die Reithalle befand sich südwestlich der Altstadt an der Zeughausstrasse. 1861/1862 wurde diese nach Plänen des Winterthurer Stadtbaumeisters Karl Wilhelm Bareiss zu einer gigantischen Kavalleriekaserne mit drei Flügeln erweitert («Kaserne II»). Auf dem dazwischenliegenden ehemaligen Appellplatz befinden sich noch heute zwei lange Pferdetränken aus Stein. Als die Armee die Kavallerieschule 1900 aus Winterthur abzog, wurde die Alte Kaserne von ihr nicht mehr benötigt, die Kaserne II hingegen für unterschiedliche Kurse und Schulen weiterverwendet. Ab 1926 kamen die beiden Kasernen als Ausbildungsstätten der Radfahrtruppen in Gebrauch. Im Rahmen der Abschaffung der Kavallerie, aus der sie ursprünglich hervorging, wurde die Radfahrerschule 1971 verlegt. Wie es nun mit den beiden Kasernen weitergehen sollte, war Gegenstand langer Debatten. Die Alte Kaserne wurde 1992 als Kulturzentrum neu eröffnet. Die Kaserne II wurde 1986 für 13,85 Millionen Schweizer Franken umfassend renoviert und durch die Gruppenunterkunft, die auch für Schulungszwecke verwendet werden kann, an der Wildbachstrasse 16 erweitert. Die nunmehrige «Mehrzweckanlage Teuchelweiher» wird auch heute noch als Truppenunterkunft, ansonsten aber auch für vielfältige zivile Anlässe, zum Beispiel den Winterthurer Marathon, die Afro-Pfingsten oder das Winterthurer Oktoberfest, genutzt. Während Fussball-Europameisterschaften und Weltmeisterschaften öffnet hier die «Winti Arena», mit einer Kapazität für 3000 Personen das grösste Public Viewing der Schweiz, ihre Pforten. Infolge des russischen Überfalls auf die Ukraine wurde die Mehrzweckanlage 2022 zur Unterkunft für 150 ukrainische Flüchtlinge umfunktioniert. Die Kapazität für Flüchtlinge wurde in der Folge erneuert und betrug 2025 324 Plätze, was die MZA Teuchelweiher zur grössten Flüchtlingsunterkunft Winterthurs machte.

## Baubeschreibung
Der Architekt der ursprünglichen Kaserne Karl Wilhelm Bareiss hat in Winterthur unter anderem auch die Bad- und Waschanstalt, die katholische Kirche St. Peter und Paul und das Haus «Zum Feigenbaum» (der heutige Albani Music Club) an der Steinberggasse projektiert. Auch im hiesigen rot bemalten Fachwerkbau mit seinen grossen Satteldächern und dem wuchtigen Eingangsrisalit zeigt sich zum Beispiel in der Fenstergestaltung seine Vorliebe für neugotische Elemente.

## Trivia
Bis zur Eröffnung der Eulachhalle 1983 trug der Handballverein Pfadi Winterthur seine Heimspiele teilweise in der «Grossen Reithalle» der Mehrzweckanlage Teuchelweiher aus.

## Galerie

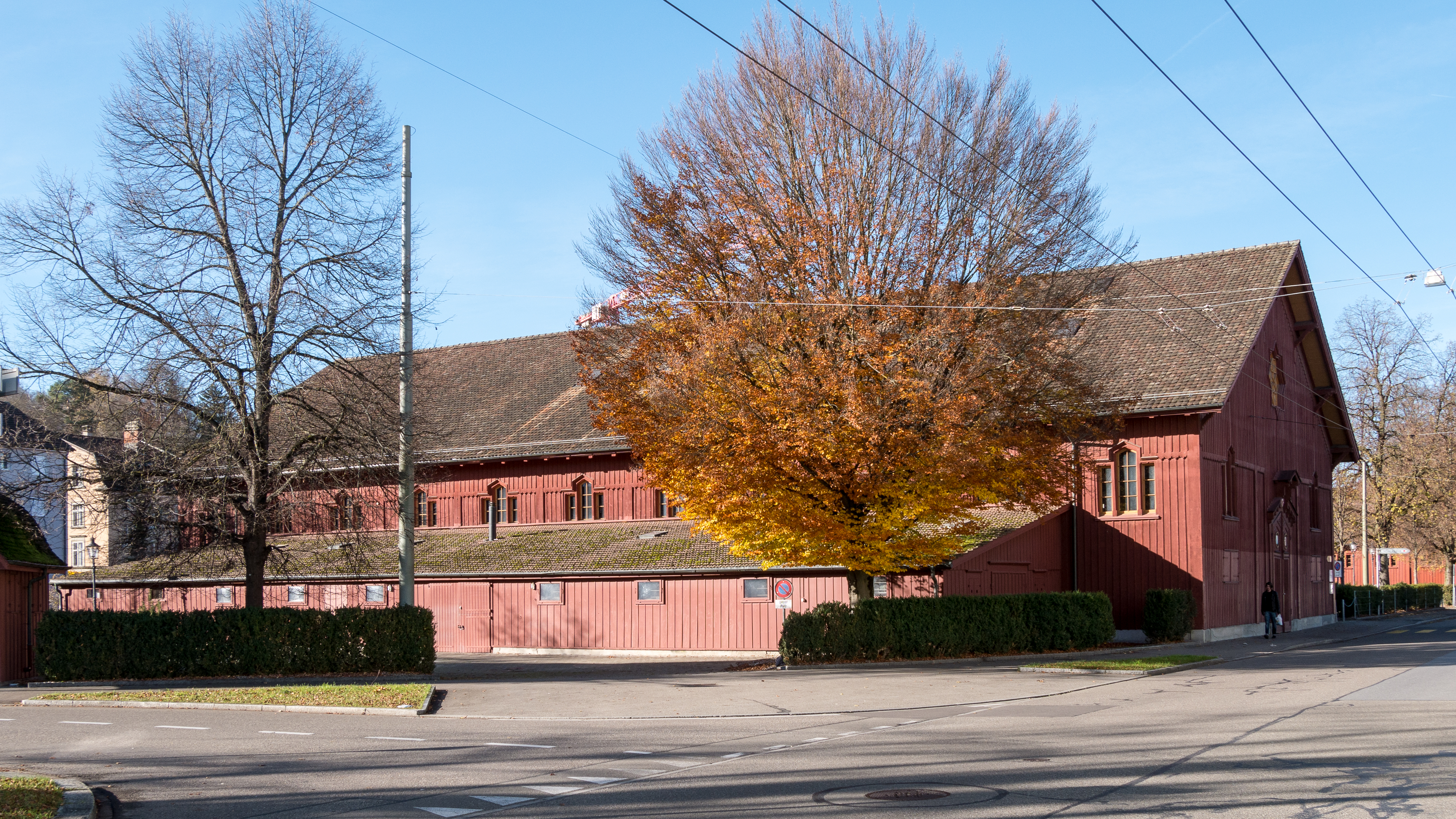
Linker Nebenflügel: «Grosse Reithalle» mit ehemaligem Stallgebäude (Zeughausstrasse 65), links der Reitweg
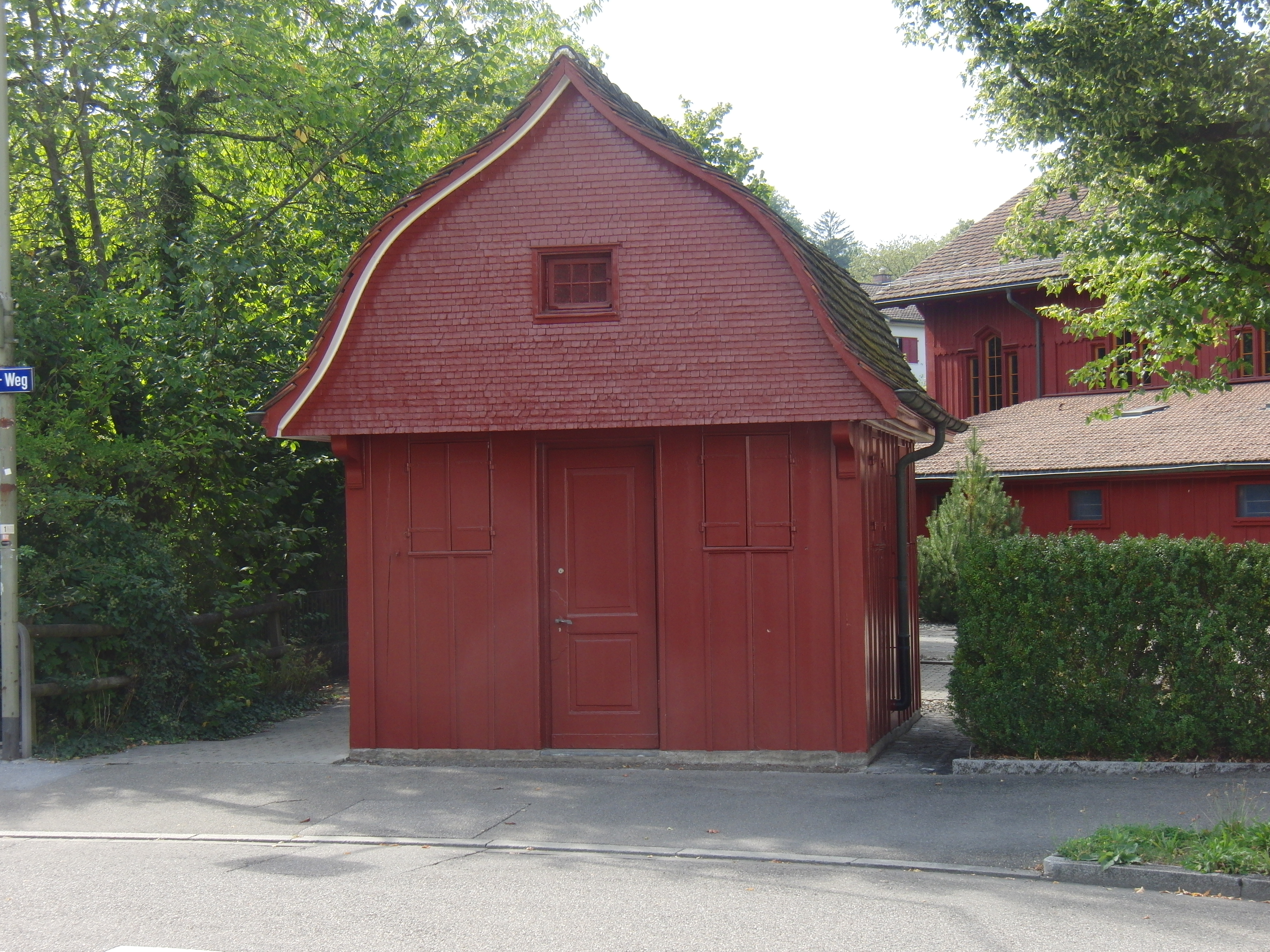
Waaghäuschen am Reitweg
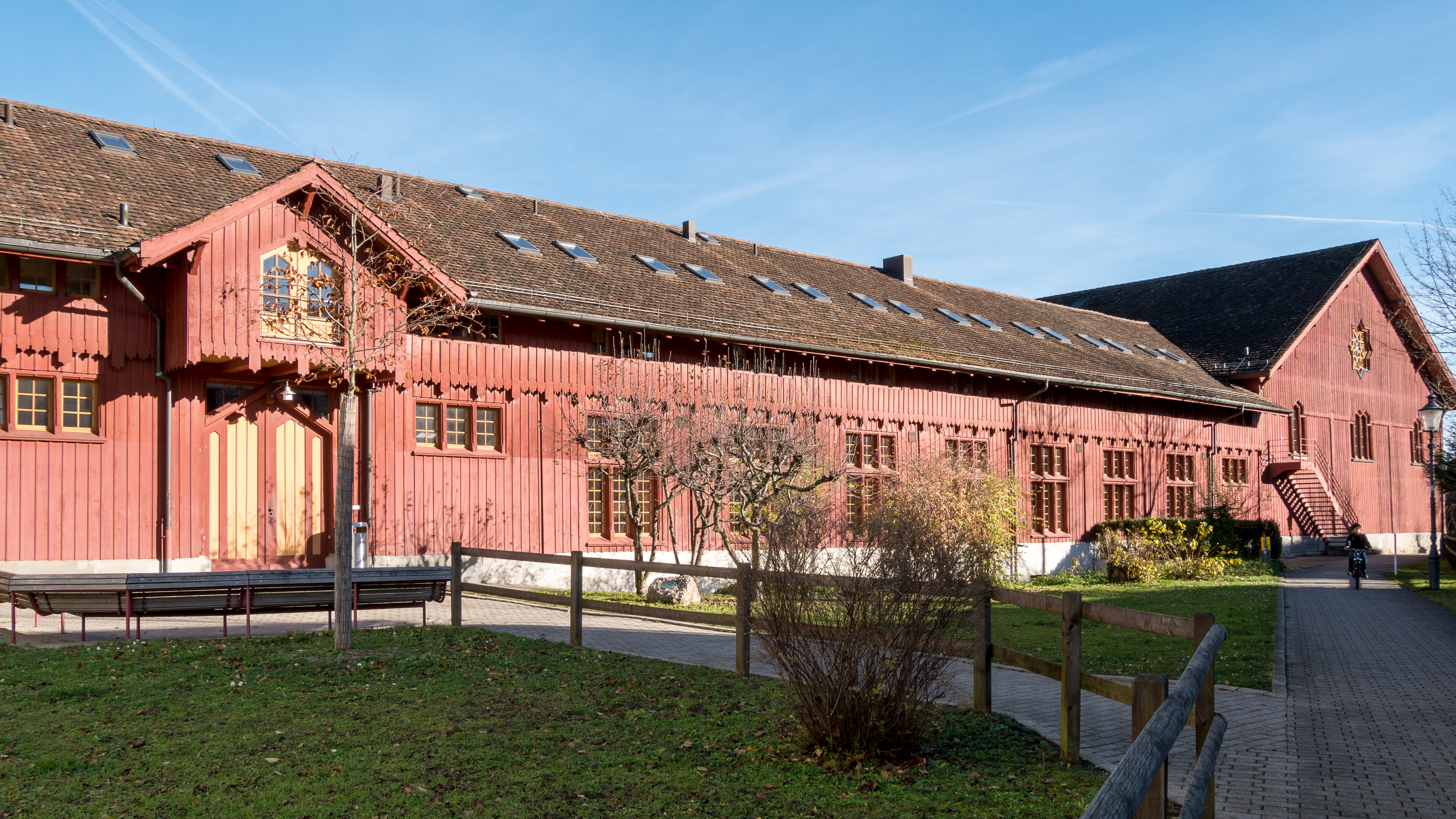
Haupttrakt rückwärtig (Zeughausstrasse 67), von der Wildbachstrasse aus gesehen
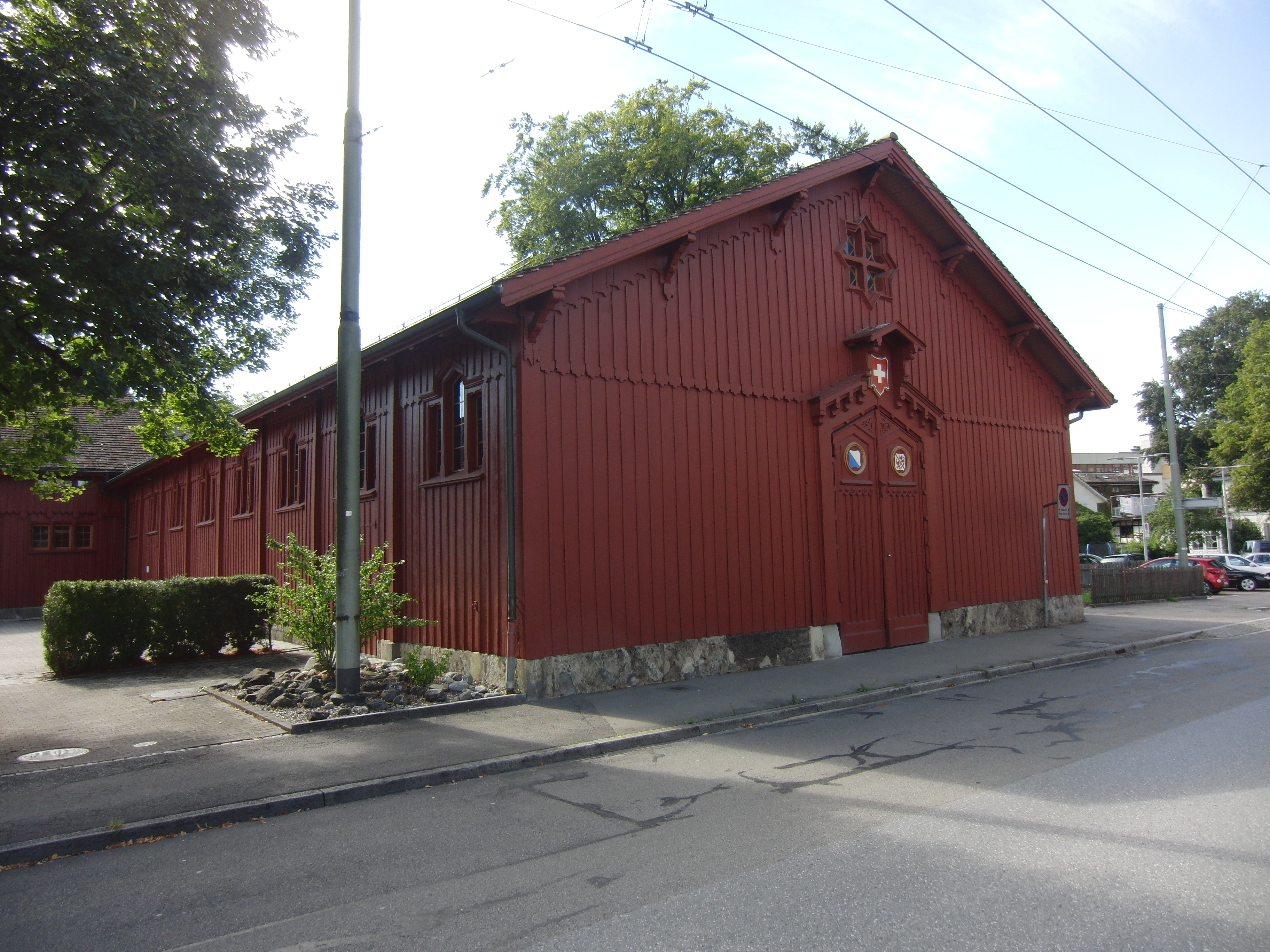
Rechter Nebenflügel: «Kleine Reithalle» (Zeughausstrasse 69)